# مک‌دانل ایکس‌اف-۸۸ وودوو
مک‌دانل ایکس‌اف-۸۸ وودوو (به انگلیسی: McDonnell XF-88 Voodoo) یک هواگرد ساختِ کارخانهٔ مک‌دانل در کشور ایالات متحده آمریکا است . نخستین استفاده‌کنندهٔ این هواگرد نیروی هوایی ایالات متحده آمریکا بوده‌است. این هواگرد برای نخستین بار در ۲۰ اکتبر ۱۹۴۸ میلادی مورد استفاده قرار گرفت.